# 가미카와테촌 (나가노현)
가미카와테촌(일본어: 上川手村)은 일본 나가노현 히가시치쿠마군에 있던 촌이다. 현재의 아즈미노시에 해당한다.

## 역사
- 1889년 4월 1일 - 정촌제 시행에 의해 가미카와테촌이 단독으로 자치체를 형성하였다.
- 1955년 1월 15일 - 가미카와테촌 구역의 일부는 나카카와테촌에 편입, 도요시나정, 미나미호타카촌, 히가시치쿠마군 다키베촌과 합병해, 새로운 도요시나정이 성립하여, 동일 가미카와테촌은 폐지되었다.

## 교통

### 철도
- 일본국유철도
  - 시노노이선

### 도로
- 국도 제9호선

현재는 나가노 자동차도가 통과하지만 당시엔 미개통이였다.

## 참고문헌
- 角川日本地名大辞典 20 長野県